# Teutsche Academie
Teutsche Academie der Edlen Bau- Bild- und Mahlerey-Künste
Le Teutsche Academie (titre complet : Teutsche Academie der Edlen Bau- Bild- und Mahlerey-Künste) est un recueil de biographies d'artistes rédigé et publié par Joachim von Sandrart en 1675 (en allemand), puis en 1683 (en latin). Sandrart réalise lui-même les portraits gravés, puis est accompagné du graveur luxembourgeois Richard Collin pour l'édition en latin de 1683.
La plupart des biographies ont été traduites à l'allemand à partir de travaux de Carel van Mander (Schilder-boeck) et Cornelis de Bie (Het Gulden Cabinet), tous les deux écrits en néerlandais. Mais Sandrart a beaucoup voyagé en Europe et a pu ajouter plusieurs biographies originales d'artistes allemands.
Les portraits d'artistes morts avant son époque sont basés sur des gravures du XVIe siècle de Jérôme Cock et Joannes Meyssens, lesquelles avaient déjà été publiées dans Het Gulden Cabinet.